# Johann Fischer (Politiker, 1876)
Johann Fischer (* 15. Jänner 1876 in St. Veit an der Gölsen; † 26. November 1954 ebenda) war ein österreichischer Politiker (CSP) und Landwirt. Fischer  war von 1927 bis 1934 Abgeordneter zum Landtag von Niederösterreich sowie von 1922 bis 1927 Mitglied des Bundesrates.
Fischer übernahm 1904 den elterlichen Betrieb, das Mosergut, in Obergegend und war Gründer der  Wassergenossenschaft von St. Veit an der Gölsen sowie der „Gölsen-Elektrizitätswerke“. Fischer gehörte zwischen 1909 und 1914 dem Gemeinderat von St. Veit an und wirkte zwischen 1922 und 1927 als Bezirksbauernratsobmann. Zudem war Fischer als Kammerrat und Obmann der Niederösterreichischen Landwirtschaftskrankenkasse tätig. Er vertrat das Land Niederösterreich zwischen dem 23. Dezember 1922 und dem 20. Mai 1927 im Bundesrat und gehörte vom 20. Mai 1927 und dem 30. Oktober 1934 dem Niederösterreichischen Landtag an. 